# Archibald Joyce
Archibald Joyce, född 1873 i London, död 1963 i Sutton i Surrey i England, var en engelsk kompositör, musiker och orkesterledare. Han har skrivit musikstyckena Long of the River, Royal Standard, Songe d'automne (1908).

## Filmmusik
- Den magiska cirkeln (1970)